# کامبیز حسینی
کامبیز حسینی (۱۰ مرداد ۱۳۵۴ در رشت)، بازیگر، طنزپرداز، نویسنده و مجری رادیو و تلویزیون ایرانی ساکن آمریکا است. عمده شهرت او به دلیل اجرای برنامه تلویزیونی پارازیت بود که از سال ۲۰۰۹ تا ۲۰۱۲ میلادی از بخش فارسی صدای آمریکا پخش می‌شد. از کارهای دیگر او می‌توان به اجرای برنامهٔ پولتیک، در ساعت ۵ عصر و پارادوکس (پادکست هفتگی) نام برد که هر دو از رادیو فردا پخش می شدند. او در حال حاضر مشغول به اجرای یک برنامه به نام برنامه است که از ایران اینترنشنال پخش می‌شود.

## زندگی شخصی
کامبیز حسینی روز دهم مرداد سال ۱۳۵۴ در شهر رشت متولد شد و در همان شهر و مشهد بزرگ شد. او در ده سالگی به‌مدت سه سال در برنامهٔ رادیویی غنچه‌های انقلاب اسلامی حضور داشت. وی تحصیلاتش را در رشتهٔ تئاتر و بازیگری در ایران و ایالات متحدهٔ آمریکا ادامه داد. او اکنون به بازیگری، نویسندگی و کارگردانی در تئاتر و رادیو و تلویزیون مشغول است.
برادر او کیوان حسینی، هم‌اکنون به عنوان روزنامه‌نگار در بی بی سی فارسی مشغول فعالیت است.
حسینی در سال ۲۰۰۰ میلادی به ایالات متحدهٔ آمریکا مهاجرت کرد و در رادیو اروپای آزاد مشغول به‌کار شد و هم‌زمان به‌عنوان کارشناس و منتقد هنری با صدای آمریکا همکاری کرد. او در بخش فارسی صدای آمریکا به عنوان کارشناس هنری و مجری برنامهٔ برنامه شباهنگ حضور یافت و سپس به عنوان نویسنده و مجری در برنامهٔ پارازیت مشغول به کار شد.

## فعالیت‌های حرفه‌ای

### پارازیت

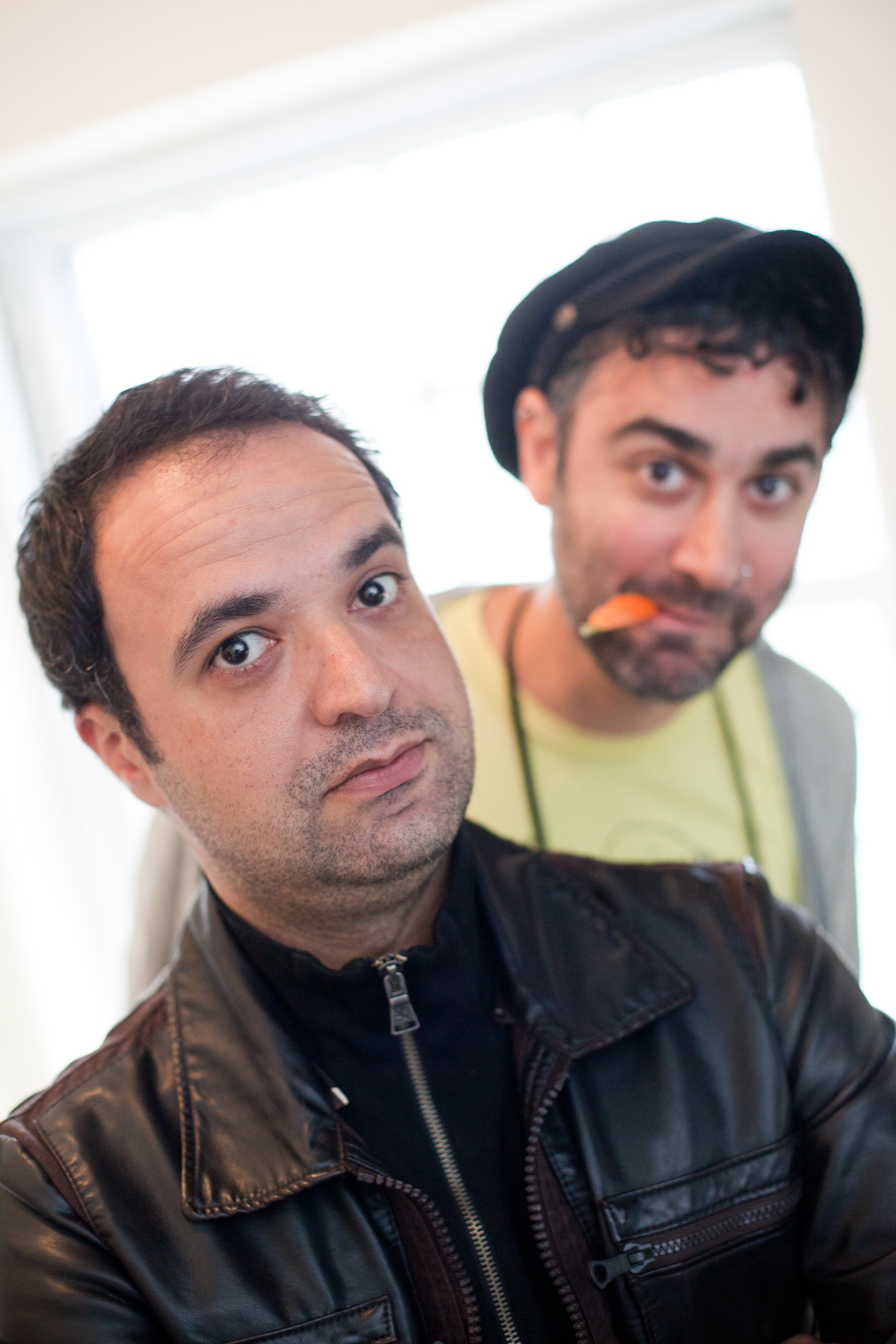
کامبیز حسینی و سامان اربابی، از تولیدکنندگان پارازیت

پارازیت برنامه‌ای هفتگی از تلویزیون فارسی صدای آمریکا، به تهیه‌کنندگی سامان اربابی و با اجرای کامبیز حسینی بود؛ که نگاهی طنزآمیز به وقایع سیاسی و اجتماعی و خبرهای هفته ایران و جهان داشت. اجرای موفق حسینی در این برنامه موجب تحسین منتقدان شد. The Washington Post معتقد است پارازیت، دیلی‌شوی ایرانیان است و حسینی را جان استوارت ایران می‌داند.
کامبیز حسینی به‌همراه سامان اربابی در سال ۲۰۱۱ مهمان برنامهٔ دیلی‌شو بودند و استوارت به آن‌ها گفت: «برنامهٔ شما مانند برنامهٔ ماست ولی با موضوعات واقعی!»
پارازیت خیلی سریع به یکی از پربیننده‌ترین برنامه‌های صدای آمریکا تبدیل شد و با مهمانان برجسته و زیادی گفتگو کرد؛ یکی از مهم‌ترین شخصیت‌ها، وزیر امور خارجهٔ سابق ایالات متحده، هیلاری کلینتون بود.
پارازیت همچنین محبوبیت زیادی در شبکه‌های اجتماعی دارد، به‌طوری که بیش از یک میلیون نفر، برگهٔ پارازیت در فیسبوک را پسندیده‌اند و ویدئوهای این برنامه بیش از ۱٬۰۰۰٬۰۰ بار دیده شدند.
حسینی در برنامه‌های مختلفی از سی‌ان‌ان، فاکس نیوز، پی‌بی‌اس، رادیوی عمومی ملی و برخی رسانه‌های دیگر حضور داشته‌است.

### در ساعت ۵ عصر
پادکست هفتگی حسینی به‌نام در ساعت ۵ عصر اخبار و تحولات حقوق بشر را به زبان فارسی منتشر می‌کند. این پادکست که توسط کمپین بین‌المللی برای حقوق بشر ایران تولید می‌شود، کار خود را از ژانویهٔ ۲۰۱۳ میلادی آغاز کرد و هر پنج شنبه در ساعت ۵ عصر به‌وقت تهران، پخش می‌شود. او برای این پادکست جایزهٔ گزارشگران بدون مرز را دریافت کرد. این برنامه گزیده‌ایست از اخبار هفته، تفسیر طنز و کلمهٔ آخر که در آن، حسینی منولوگی را به شیوهٔ محاوره‌ای اجرا می‌کند. در ساعت ۵ عصر مصاحبه‌هایی را با چهره‌های مشهور ایرانی انجام می‌دهد و در هر مصاحبه، حسینی سوال‌های مخاطبان صفحهٔ فیسبوک کمپین و خودش را می‌پرسد. حسینی می‌گوید: «برای من که از پیش‌زمینهٔ تلویزیون برخوردار هستم، اجرا و نگارش این پادکست تجربهٔ خوبی بوده است و مرا قادر می‌سازد جنبه‌های جدید این رسانه و دشواری‌های ارتباط با انبوه مخاطبان را از راه صدا و فقط صدا بکاوم.»
از اجرای اولین پادکست حسینی تاکنون بیش از یک میلیون نفر به آن گوش داده‌اند و بیش از ۱۵۰ هزار دانلود در وبگاه ساوندکلاود که پادکست هر هفته روی آن قرار می‌گیرد داشته‌است.
هادی قائمی مدیر کمپین بین‌المللی حقوق بشر در ایران دربارهٔ راه‌اندازی این برنامهٔ هفتگی می‌گوید: «یکی از دغدغه‌های همیشگی ما این بوده است که موضوعات مرتبط با نقض حقوق بشر و آزادی‌های فردی و اجتماعی در ایران را در میان قشرهای مختلف و جمع‌های گسترده‌تر به نوعی مطرح کنیم که با استفاده از فرم‌های بیانی متفاوت و زبانی که پیچیدگی‌ها یا ویژگی‌های خبرها و گزارش‌های این حوزه را کمتر به دوش می‌کشد. امیدوارم پادکست هفتگی کمپین که توسط کامبیز حسینی اجرا می‌شود، با زبان و نحوهٔ ارائه و موضوعاتی که انتخاب می‌کند، هم دغدغه‌های عمیق انسانی مطرح شود هم مخاطبان جدیدتری از گروه‌های مختلف سنی و در موقعیت‌های جدید جغرافیایی این موضوعات را با ما پیگیری کنند و راهی باز شود که آنها هم حساسیت‌های خودشان را با ما مطرح کنند و از این رابطه دو سویه بتوانیم به صورت خلاقانه در پیشبرد فعالیت‌های خود استفاده کنیم.»

### پولتیک
پس از برنامهٔ پیشگامانه و محبوب پارازیت، کامبیز حسینی برنامه طنزی به نام پولتیک را راه‌اندازی کرد که جمعه شب‌ها ساعت ۱۰ در شبکهٔ تصویری رادیو فردا بر روی آنتن می‌رفت.

### پارادوکس
یک برنامه رادیویی بود با اجرای کامبیز حسینی که پنجشنبه ها ساعت ۲۲:۳۰ به وقت تهران از رادیو فردا پخش می‌شد.

### برنامه
یک برنامه تلویزیونی با اجرای کامبیز حسینی که از دوشنبه تا پنجشنبه ساعت ۲۳:۰۰ به وقت تهران از ایران اینترنشنال پخش می‌شود.

## جایزه‌ها
کامبیز حسینی در سال ۲۰۱۳ به‌دلیل دفاع از آزادی بیان، برندهٔ جایزهٔ گزارشگران بدون مرز شد. این جایزه به کسانی تعلق می‌گیرد که برای دفاع از آزادی و گسترش آن در سراسر جهان تلاش کنند.
من این جایزه را می‌خواهم تقدیم کنم به مخاطبان برنامه‌هایم که از زمانی که کارم را شروع کردم از برنامه‌هایم به صورت مداوم و با علاقه حمایت کردند. آن‌ها باعث شدند که این جایزه به من تعلق بگیرد و من از حُسن توجه آن‌ها انرژی می‌گیرم و برایشان احترام فراوانی قائل هستم.— کامبیز حسینی، 
حسینی در سال ۲۰۱۲، برندهٔ مدال برنز جشنوارهٔ فیلم و تلویزیون نیویورک در لاس‌وگاس برای برنامهٔ تلویزیونی پارازیت شد که در ردهٔ کمدی/طنز مورد تقدیر قرار گرفت. او همچنین برندهٔ جایزهٔ مدال طلای صدای آمریکا برای برنامهٔ پارازیت شد.